# CoRoT-3 b
CoRoT-3 b, anciennement CoRoT-Exo-3 b, est une naine brune ou une exoplanète très massive. Elle est découverte début 2008 par l'équipe de la mission CoRoT grâce aux transits de l'objet devant son étoile, la naine F3V CoRoT-3, dans la constellation de l'Aigle, autour de laquelle elle orbite circulairement en à peine plus de quatre jours et quart.
Sa découverte a beaucoup intéressé les astronomes car elle possède des caractéristiques jusque-là inconnues : elle a une taille similaire à celle de Jupiter mais sa masse est plus de vingt fois supérieure à la masse de cette dernière, ce qui lui confère une densité supérieure d'un quart à celle du platine et la situerait entre la planète et la naine brune compacte.

## Caractéristiques physiques

### Masse
La masse de COROT-3 b fut déterminée par la méthode des vitesses radiales, laquelle cherche à détecter la variation du décalage Doppler du spectre de l'étoile hôte au cours de son mouvement de rapprochement et d'éloignement périodique induit par la présence du compagnon. Cette méthode utilisée seule ne permet d'obtenir que la masse minimale de la planète, laquelle correspond au produit de sa vraie masse par le sinus de l'inclinaison entre le vecteur normal au plan orbital du compagnon et la ligne de visée entre l'observateur et l'étoile, angle qui est le plus souvent inconnu. Cependant, dans le cas de CoRoT-3 b, les transits permirent d'obtenir l'angle d'inclinaison et la vraie masse put donc être déterminée. La masse obtenue vaut 21,66 (± 1,0) fois celle de Jupiter.

### Taille
Étant donné que CoRoT-3 b transite son primaire, son rayon put être calculé à partir de la baisse périodique de luminosité de l'étoile lorsque la planète passe entre cette dernière et nous observateur et d'une estimation du rayon de l'étoile. Lorsque CoRoT-3 b fut découverte, on pensait que son rayon était significativement inférieur à celui de Jupiter (environ 0,8 rayon jovien). Cela aurait conduit à des propriétés intermédiaires entre celles des planètes et des naines brunes. Des analyses ultérieures plus détaillées révélèrent que le rayon de l'objet est en réalité similaire à celui de la planète géante gazeuse orange, ce qui correspond aux propriétés attendues pour une naine brune de la masse de CoRoT-3 b.

### Masse volumique et structure interne
La masse volumique moyenne de CoRoT-3 b est 26 400 ± 5 600 kilogrammes par mètre cube, soit 26,4 ± 5,6 fois celle de l'eau dans les conditions normales de température et de pression (CNTP), une valeur supérieure à celle de l'osmium dans ces mêmes CNTP. Cette densité est atteinte à cause de la compression extrême de la matière à l'intérieur de l'objet. La valeur du rayon de CoRoT-3 b, et donc cette valeur de densité, est néanmoins en accord avec les prédictions faites pour un objet principalement composé d'hydrogène.

### Gravité
La gravité de surface atteint environ 525 mètres par seconde carrée, une valeur plus de cinquante fois supérieure à celle à la surface de la Terre.

## Classification
La question de savoir si CoRoT-3 b est une planète ou une naine brune dépend de la définition retenue pour ces termes. Selon l'actuelle définition de travail adoptée par le Groupe de travail sur les planètes extrasolaires de l'UAI, une naine brune est un objet capable de réaliser la fusion du deutérium, ce qui, pour un objet de composition solaire, se produit pour une masse supérieure à treize fois celle de Jupiter. D'après cette définition, CoRoT-3 b est une naine brune.
Cependant, certains modèles de formation planétaire prédisent que des planètes d'une masse pouvant atteindre 25 à trente fois celle de Jupiter peuvent se former par accrétion de cœur. Si le critère de la formation est utilisé, le statut de CoRoT-3 b devient beaucoup moins certain étant donné que le mode de formation de cet objet n'est pas connu. La classification de CoRoT-7 b est d'autant plus incertaine que les propriétés orbitales de l'objet sont inhabituelles : les naines brunes situées près de leur étoile sont rares (c'est le désert des naines brunes) alors que la majorité des planètes massives proches de leur étoile que l'on connaît (par exemple XO-3 b (en), HAT-P-2 b, WASP-14 b (en)) ont des orbites très excentriques, contrairement à CoRoT-3 b qui possède une orbite circulaire.